# Кабінет Сіпіля

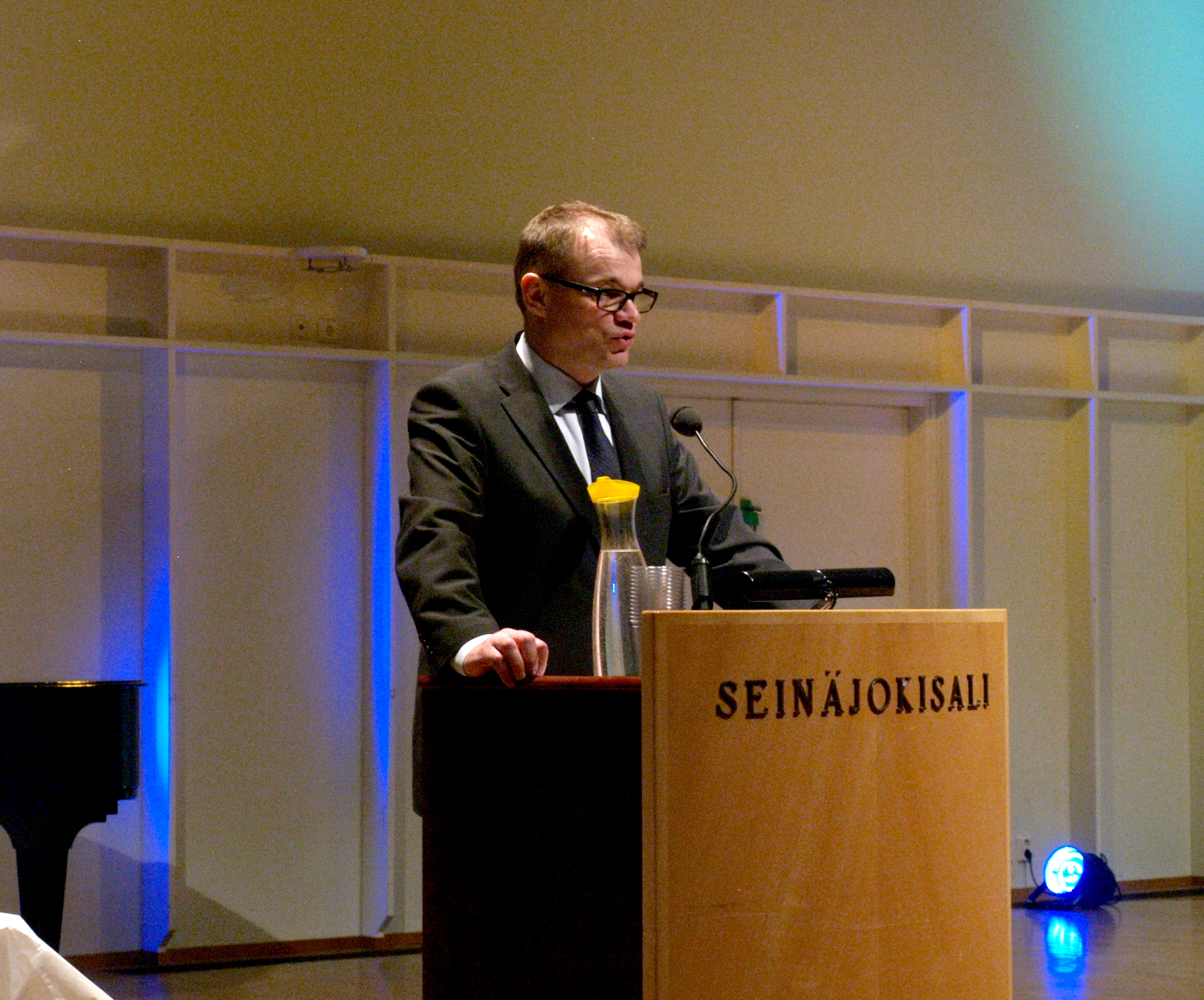
Прем'єр-міністр Фінляндії Юга Сіпіля

Кабінет Сіпіля (фін. Sipilän hallitus швед. Regeringen Sipilä — 74-й кабінет міністрів Фінляндії, який очолює Юга Сіпіля. Сформований 28 травня 2015 та схвалений Президентом Саулі Нійністьо 29 травня 2015, коли закінчив свої повноваження кабінет міністрів на чолі з Олександром Стуббом.
8 березня 2019 уряд подав у відставку, яка була прийнята президентом (при цьому уряд продовжив виконувати свої обов'язки як тимчасовий перехідний уряд). Кабінет Сіпіля закінчив свою роботу 6 червня 2019, в той же день президентом Фінляндії був затверджений новий кабінет Рінне.
У складі кабінету спочатку було 14 міністрів, в тому числі 9 чоловіків і 5 жінок.
4 червня 2015 114 голосами «за» при 72 «проти» (13 депутатів були відсутні) уряд отримав вотум довіри Едускунти.
Розподіл посад міністрів в кабінеті Сіпіля між парламентськими партіями на момент створення уряду був наступним:
| - Фінляндський Центр: прем'єр-міністр, міністр місцевого самоврядування і реформ, міністр сільського господарства та навколишнього середовища, міністр транспорту і комунікацій, міністр економічного розвитку, міністр сім'ї та соціальних послуг; | 6 |
| - Справжні фіни : міністр закордонних справ, міністр праці та юстиції, міністр оборони, міністр соціальних справ і охорони здоров'я; | 4 |
| - Національна коаліція (Кокоомус) : міністр зовнішньої торгівлі і розвитку, міністр внутрішніх справ, міністр фінансів, міністр освіти і культури.                                                                                                  | 4 |

Серйозна криза у відносинах між партіями, що входили до уряду, виникла в листопаді 2015 під час перемовин про реформу у Міністерстві соціальних справ і охорони здоров'я. Терміни закінчення перемовин неодноразово зсувалися, при цьому Юга Сіпіля заявляв про можливий розпуск уряду. Незважаючи на те, що компромісне рішення все ж було знайдене, представники урядових партій заявили, що довіра всередині уряду підірвана.

## Зміни в уряді
22 червня 2016 президент Фінляндії Саулі Нійністьо призначив нових міністрів від коаліційної партії: посаду міністра фінансів обійняв голова коаліціянтів Петтері Орпо, міністром зовнішньої торгівлі та розвитку став депутат першого скликання Кай Мюккянен, а міністром внутрішніх справ — Паула Рісікко; Олександр Стубб і Леніта Тойвакка були звільнені від міністерських посад.
29 грудня 2016 на посаді міністра економічного розвитку Оллі Рена (Фінляндський центр), який з початку 2017 став директором Банку Фінляндії, змінив Міка Линтіля.
У 2017 в результаті поділу деяких міністерських постів кабінет поповнився трьома новими міністрами: Ярі Лепп (Фінляндський Центр) став міністром сільського і лісового господарства, Антті Гяккянен (Кокоомус) — міністром юстиції, а Сампо Терго (Справжні фіни) — міністром з питань ЄС, культури і спорту. Президентом Фінляндії вони були затверджені на своїх посадах 5 травня 2017.
У червні 2017 року партії Істинні фіни стався розкол, в результаті якого 20 членів парламентської фракції цієї партії сформували нову фракцію під назвою «Нова альтернатива». В неї, зокрема, увійшли всі діючі міністри кабінету Сіпіля; пізніше на основі «Нової альтернативи» була сформована нова партія «Синє майбутнє», яка 15 листопада 2017 була зареєстрована в Міністерстві юстиції Фінляндії та внесена до партійного реєстру.
У лютому 2018 міністр внутрішніх справ Паула Рісікко була обрана спікером Едускунти. Замість неї на цю посаду був призначений міністр Кай Мюккянен; на посаді міністра зовнішньої торгівлі його змінила Анне-Марі Віролайнен.